# Телль-Атлас
Телль-Атла́с (араб. الاطلس التلي‎) или Ма́лый Атла́с — горная цепь, входящая в систему Атласа. Расположены на территории Марокко, Алжира и Туниса. Средняя высота около 1500 м, высочайшая точка — гора Лалла-Хедиджа (2308 м), которая расположена в приморском хребте Джурджура.
На северо-востоке Марокко соединяется с хребтами Эр-Риф и Средний Атлас. В западной части Алжира хребет идёт параллельно Сахарскому Атласу, сходясь в северо-восточной части страны и образуя горы Орес. Между Телль-Атласом и Сахарским Атласом расположена долина Шелиффа. Долина представляет собой плато (высотой около 1000 м), на котором во влажный сезон скапливается вода, образуя мелкие солёные озёра, затем превращающиеся в солончаки. Западная часть гор представляет собой сочетание средневысотных массивов с куэстовым рельефом и крупными межгорными равнинами. В восточной части остались следы вулканической деятельности.

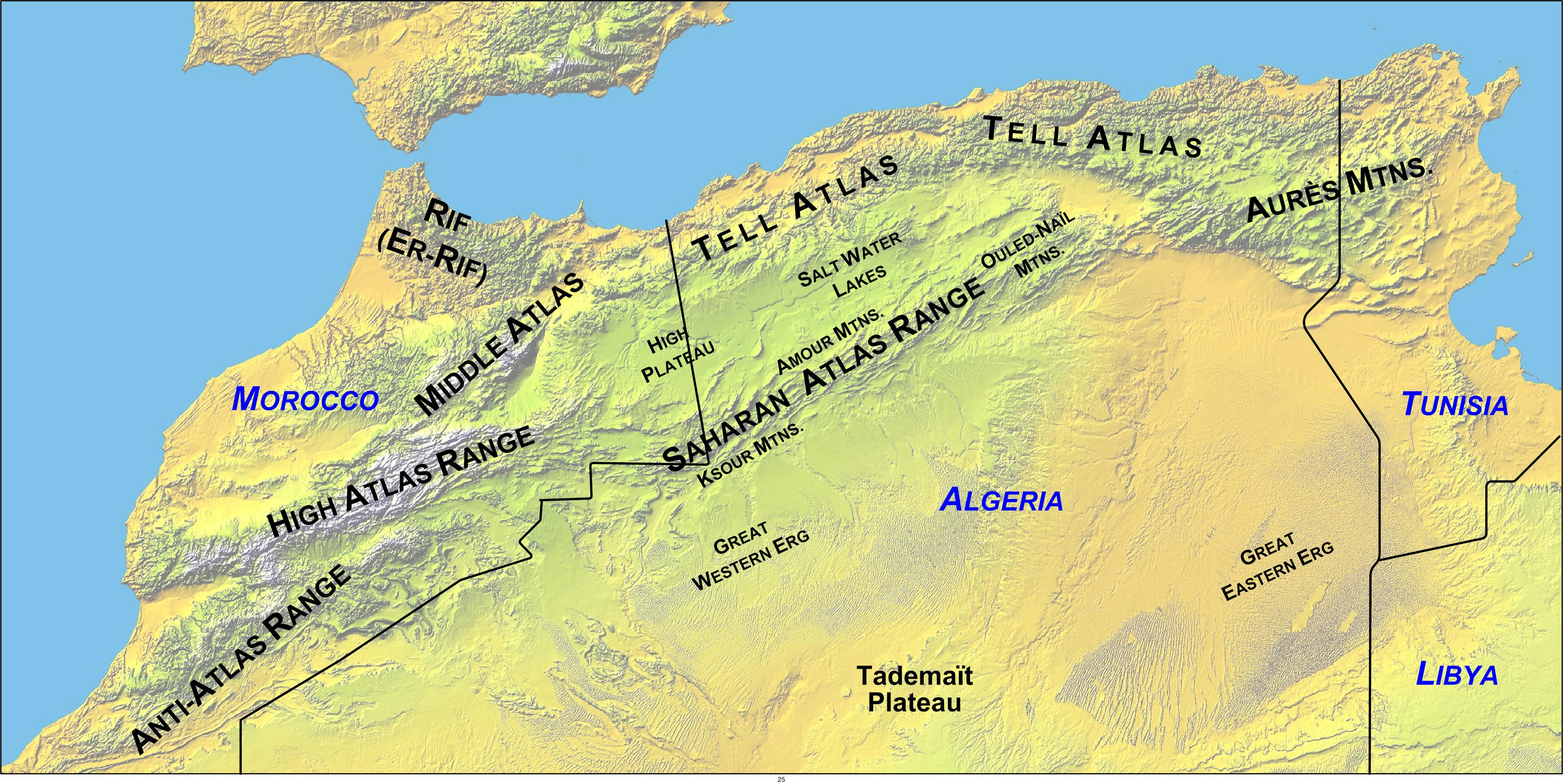
Телль-Атлас на севере гор Атлас.

Климат Телль-Атласа средиземноморский (тёплое сухое лето и дождливые зимы). В летний период сухой ветер, называемый Сирокко, дует из Сахары через хребет, вызывая пыльные бури у северного побережья Африки. С северной стороны хребта до высоты 800 м склоны покрыты маквисом, выше произрастают леса из пробкового и каменного дуба, а также листопадных пород. На высотах до 1500 м расположен пояс алеппской сосны, а выше — можжевельник, берберийская туя (сандарак) и кедровники.
У подножия хребта располагаются несколько крупных городов, таких как Алжир и Оран. Город Константина располагается непосредственно в горах на высоте 650 м над уровнем моря. В районе хребта развито овцеводство, выращивается ячмень.
В приморском хребте Джурджура расположена самая глубокая пещера Африки — Ану Иффлис.